# Веммел
Ве́ммел (нидерл. Wemmel [ˈweməl]) — небольшая пригородная коммуна в провинции Фламандский Брабант, Фландрия, Бельгия. На юге вплотную примыкает к Брюссельскому столичному округу. Население — свыше 15 тыс. чел. при площади около в 8,74 км². Официальный язык — нидерландский, но преобладающие здесь франкофоны имеют языковые льготы с 8 ноября 1962 года, что приводит к различным трениям с фламандским правительством. Уникальность Веммела в том, что это самая северная коммуна Бельгии, где французский язык имеет официальное признание. Веммел подвержен прогрессирующей галлизации. Так, в 1947 году доля франкофонов в нём составляла 30 %. С тех пор данные о родном языке его жителей не собираются, но из-за наплыва франкофонов во франкоязычных детских садах и классах французской начальной школы Веммела наблюдается острый дефицит мест.